# Ocnerostoma
Ocnerostoma is een geslacht van vlinders van de familie stippelmotten (Yponomeutidae), uit de onderfamilie Yponomeutinae.

## Soorten
- O. argentella Philipp Christoph Zeller, 1839
- O. copiosella Frey, 1856
- O. friesei

Wit naaldkwastje (Svensson, 1966)
- O. piniariella

Grijs naaldkwastje (Zeller, 1847)
- O. strobivorum Freeman, 1961